# Дуров, Алексей Алексеевич
Алексе́й Алексе́евич Ду́ров (15 марта 1880 — ?) — сельский писарь, депутат Государственной думы IV созыва от Томской губернии.

## Биография
Родился в крестьянской семье в Тобольской губернии. Окончил Томское уездное училище. С 1895 года переехал в деревню Калинкину Морозовской волости Кузнецкого уезда Томской губернии. Земледелец, владел землёй площадью 20 десятин. Хозяйственные постройки и скот (на момент избрания в Думу) оценены в 800 рублей.
В 1901 году занял должность сельского писаря, находился на ней до 1911 года. В 1909 году — один из учредителей Морозовского кредитного товарищества. Член правления этого товарищества в 1909—1912 годах, одновременно был его счетоводом. Начиная с февраля 1912 года стал председателем его правления.

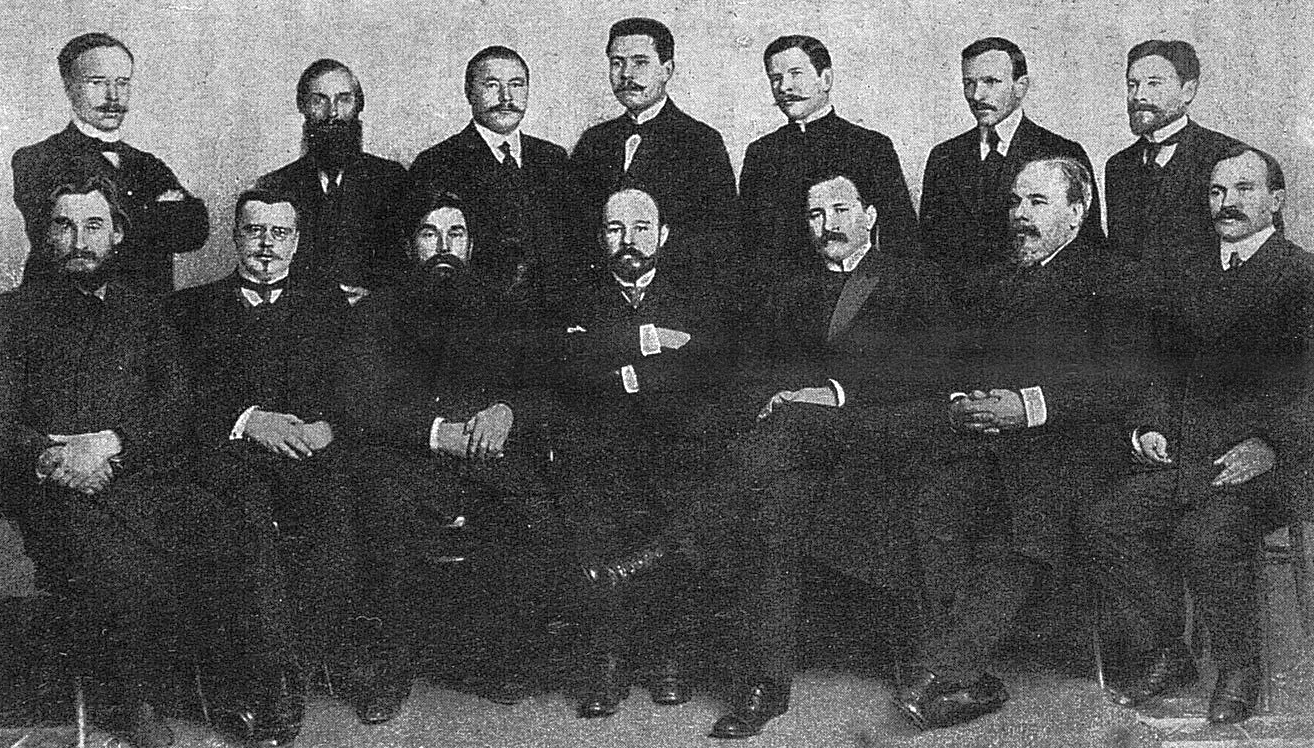
Сибирская группа членов IV Государственной думы. Сидят (слева): А. С. Суханов, В. Н. Пепеляев, В. И. Дзюбинский, Н. К. Волков, Н. В. Некрасов, С. В. Востротин, М. С. Рысев. Стоят: В. М. Вершинин, А. И. Русанов, И. Н. Маньков, И. М. Гамов, А. А. Дуров, А. И. Рыслев, С. А. Таскин.

20 октября 1912 года на Томском губернском собрании избран депутатом Государственной думы IV созыва от крестьянского населения Томской губернии. В Думе вступил во фракцию конституционных демократов и в Сибирскую группу. Вошёл в состав думских комиссий по переселенческому делу, земельной комиссии, по борьбе с немецким засильем, для обсуждения вопроса о желательности законодательного предположения о кооперативных товариществах и союза. Состоял в Прогрессивном блоке.
С 10 февраля 1915 года помощник уполномоченного, с марта 1916 года уполномоченный 1-го Сибирского врачебно-питательного отряда Всероссийского союза городов. Командирован в 4-ю армию.

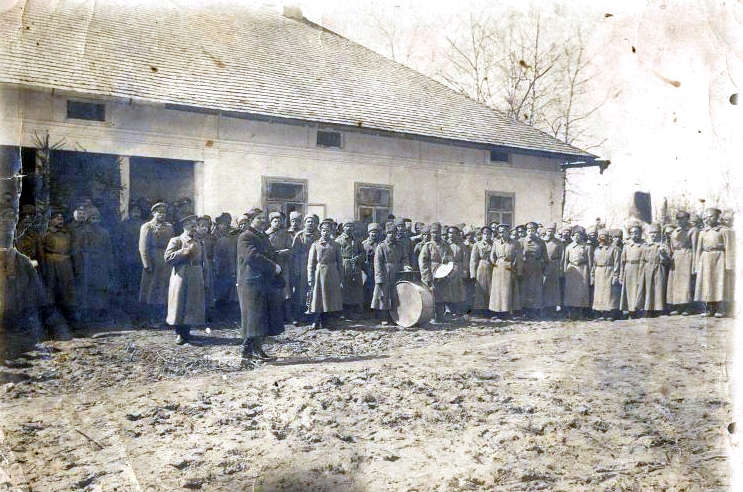
Выступление депутата Государственной думы А. А. Дурова перед солдатами 53-го Сибирского стрелкового полка

С 27 февраля по 17 марта 1917 года член Комиссии по принятию задержанных военных и высших гражданских чинов. Выехал в действующую армию для выяснения положения на фронте и ведения агитации в войсках. С 18 марта по 21 апреля 1917 года будучи комиссаром Временного комитета Государственной Думы и Временного правительства, находился в расположении войск Юго-Западного фронта.
Дальнейшая судьба, дата и место смерти неизвестны.

## Семья
- Жена — имя?[1]
  - Сын или дочь — имя?[1]
  - Сын или дочь — имя?[1]

### Рекомендуемые источники
- Николаев А. Б. Комиссары Временного комитета Государственной Думы (февраль — март 1917 г.): персональный состав. // Из глубины времен. СПб: 1995. № 5.

### Архивы
- Российский государственный исторический архив. Фонд 1278. Опись 9. Дело 249.